# ماساتو واتانابي
ماساتو واتانابي (باليابانية: 渡辺正人؛ بالكانا: わたなべ まさと) هو لاعب كرة قاعدة ياباني، ولد في 3 أبريل 1979 في جوتو-كو في اليابان.

## وصلات خارجية
- ماساتو واتانابي على موقع الدوري الياباني لكرة القاعدة (الإنجليزية)
- ماساتو واتانابي على موقعبيزبول رفرنس.كوم (الدوري الثانوي) (الإنجليزية)